# انباق علیا (اهر)
انباق علیا یکی از روستاهای استان آذربایجان شرقی است که در دهستان قشلاق بخش مرکزی شهرستان اهر واقع شده‌است.این روستا ۱۹ نفر جمعیت دارد.